# 3169 Ostro
3169 Ostro este un asteroid din centura principală, descoperit pe 4 iunie 1981 de Edward Bowell.